# Montréal
Montréal (AFI: /mɔ̃ʁeal/), in inglese Montreal (/ˌmʌntɹiːˈɒl/), è la più popolosa città della provincia del Québec nonché la seconda più popolosa città del Canada.
È anche la più grande città francofona del continente americano.
È una città completamente insulare, in quanto sorge sull'arcipelago Hochelaga, gruppo di isole alla confluenza dei fiumi Ottawa e San Lorenzo.
La sua lingua principale è il francese, nella quale è chiamata la Métropole. Si tratta di una città multiculturale perché, a fronte della maggioranza di francofoni, sono presenti significativi contingenti di abitanti di origine italiana, scozzese, ebraica e inglese, solo per citare alcune tra le culture più rappresentate.
L'area metropolitana conta circa 4 milioni di abitanti.
Centro culturale di grande importanza sia per il Paese che per i francofoni, ivi si tenne l'Esposizione Universale del 1967, considerata tra i maggiori eventi del XX secolo e la cui eredità ha superato i confini del millennio; fu anche sede dei giochi della XXI Olimpiade nel 1976 e, per quanto riguarda i grandi eventi periodici, ospita dal 1978 il Gran Premio automobilistico del Canada, prova del calendario di Formula 1 che si tiene sul circuito Gilles Villeneuve che si trova sull'isola cittadina di Notre-Dame.
Dal 2017 il suo sindaco è Valérie Plante, appartenente al partito politico indipendente Projet Montréal.

## Geografia fisica

### Territorio
La città si trova sull'Isola di Montréal alla confluenza dei fiumi San Lorenzo e Outaouais, e include anche altre 74 isole, molte delle quali disabitate.

### Clima
Montréal si trova alla confluenza di diverse regioni climatiche. Di solito, il clima è classificato come umido continentale o semiboreale.
A Montréal le estati sono calde, spesso afose, con temperature medie minime di 16 °C e massime di 26 °C, che possono superare i 30 °C. L'inverno a Montréal è di solito molto freddo, nevoso e ventoso (non raro è il fenomeno del blizzard), con temperature massime di -9 °C e minime di -16 °C, di media. Tuttavia, alcune giornate invernali sono più miti, e molte altre raggiungono i -20 °C e temperature anche più basse, soprattutto in gennaio e febbraio.
La primavera e l'autunno sono soggetti a drastici cambiamenti di temperatura. Ondate di calore fuori stagione, come la cosiddetta "estate indiana", sono un avvenimento comune, così come forti tempeste di neve in novembre, marzo e perfino aprile.
Le precipitazioni annuali sono di circa 980 mm, compresa una media di 218 centimetri di neve, che avviene da novembre a marzo. I temporali sono comuni a partire dalla tarda primavera, per tutta l'estate e il periodo iniziale dell'autunno. Inoltre, residui di tempeste tropicali possono causare forti piogge. La città raggiunge più di 2 000 ore di sole all'anno, specie in estate, che è la stagione più soleggiata, ma è anche quella con più temporali.

## Storia

### Da Hochelaga alla tratta delle pellicce

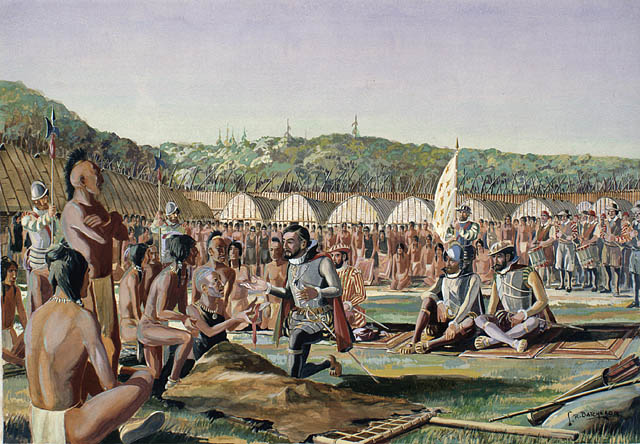
Acquerello che mostra Jacques Cartier in visita al villaggio di Hochelaga il 3 ottobre 1535

Il villaggio fortificato di Hochelaga, degli Irochesi del San Lorenzo, si trovava sull'isola durante le visite di Jacques Cartier nell'ottobre 1535. Lo aveva battezzato « Mons realis » (Monte reale in latino). Nel XX secolo degli archeologi riportarono alla luce manufatti che lasciano supporre una presenza umana tra i 3 000 e i 4 000 anni prima della nostra era. Tuttavia, all'epoca della fondazione della città di Québec da parte di Samuel de Champlain il 3 luglio 1608, non rimanevano più tracce del villaggio di Hochelaga e la sua posizione rimane sconosciuta.
Nel 1615 Samuel de Champlain ebbe l'idea di una nuova città sul fiume San Lorenzo, al fine di promuovere la religione cattolica fra gli indiani della Nuova Francia. I francesi vi si insediarono tuttavia soltanto il 17 maggio 1642, quando un gruppo di sacerdoti, religiose e coloni della società Notre-Dame de Montréal, guidati da Paul Chomedey de Maisonneuve, fondarono il villaggio di Ville-Marie. Fra i colonizzatori sono note Jeanne Mance, cofondatrice di Montréal, che fondò ben presto l'ospedale di Montréal, uno dei primi dell'America settentrionale e Marguerite Bourgeoys, che portò l'istruzione nella Nuova Francia.

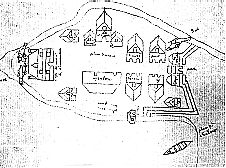
Disegno che raffigura probabilmente Montréal intorno al 1647

Nel 1680 si contavano 493 abitanti a Montréal: 75 provenienti da Parigi, 68 dalla Normandia, 54 dall'Aunis (La Rochelle), 35 dall'Angiò, 34 dal Poitou, 28 da Le Mans, 23 dalla Saintonge, 17 dalla Bretagna, 16 dalla Contea del Perche, 13 da Angoulême, 12 dalla Champagne e 10 dalla Piccardia ed inoltre erano presenti certamente piccole minoranze non classificate (immigrati e neri) 
Nell'agosto 1701 1 300 amerindi del Nord-est America si riunirono a Montréal (che contava allora 1 200 abitanti) per stipulare una pace tra le loro varie nazioni e con i francesi. La Grande pace di Montréal, come fu ribattezzato questo trattato, permise la fine delle ostilità che ostacolava il commercio delle pellicce nella Nuova Francia. In quel periodo la città contava più di 2 000 anime.
Il villaggio è così cresciuto, diventando un importante centro della tratta delle pellicce. Fu il punto di partenza per l'esplorazione dell'interno da parte di esploratori francesi come Louis Jolliet, La Salle, Vérendrye e Duluth. Dei ripari in legno furono realizzati sin da 1725. Nonostante il potente sisma che si verificò il 16 settembre 1732, la città continuò a prosperare e fu successivamente fortificata intorno al 1740. Rimase città francese fino all'8 settembre 1760, quando il duca di Lévis si arrese all'esercito britannico comandato dal lord Jeffery Amherst.

### Regime coloniale e industrializzazione

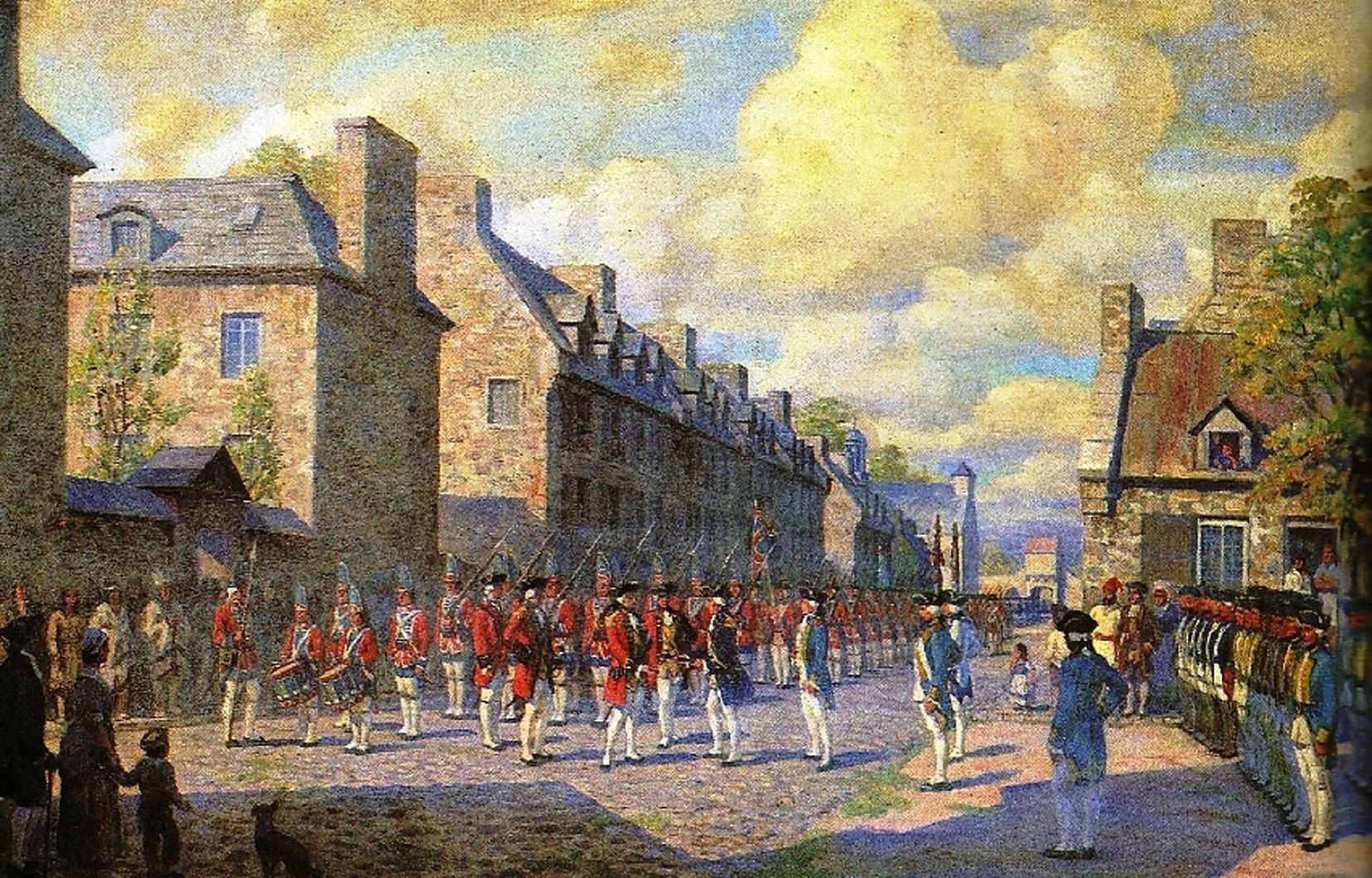
Capitolazione di Montréal di fronte all'esercito britannico l'8 settembre 1760 durante la Guerra franco-indiana.

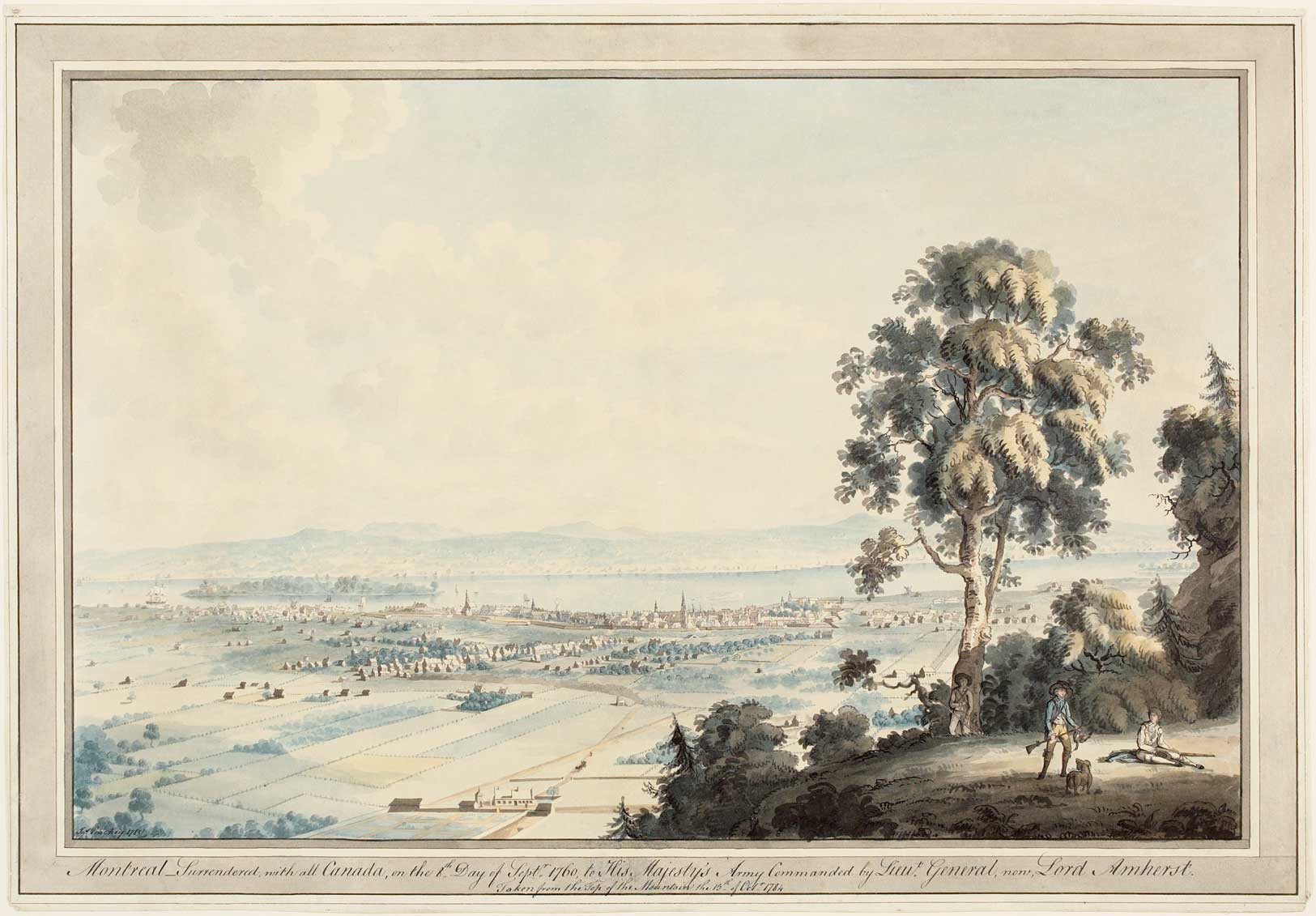
Montréal nel 1784

Nel 1759 la città francese contava più di 5 000 abitanti. Dopo la conquista britannica del 1760, Montréal assunse l'aspetto tipico delle città di provincia francesi. La popolazione era infatti composta in larga parte da francesi. La nazione franco-canadese restava tuttavia una nazione conquistata. I ceti più abbienti erano infatti composti per la maggior parte da inglesi. La maggior parte dei giornali, dei manifesti, e addirittura delle insegne dei commercianti francesi divennero in inglese.
Lo sviluppo economico della città fu accelerato dalla costruzione, nel 1824, del canale di Lachine, che permise alle navi di oltrepassare le rapide di Lachine nel sud dell'isola. L'industria artigianale cedé poco a poco per lasciare il posto a una più efficiente industria. La seconda metà del XIX secolo portò il rapido sviluppo delle ferrovie, tanto che la Canadian Pacific Railway vi installò la sua sede sociale nel 1880, facendo della città il nodo ferroviario del Canada.
Tra epidemie e vasti incendi, Montréal, allora il centro di un vasto entroterra, sviluppò una solida borghesia commerciale e successivamente industriale, soprattutto d'origine scozzese e inglese. Fu tuttavia interessata dai disordini politici in occasione della Ribellione dei Patrioti del 1837-38. Il Parlamento del Canada Unito vi era situato tra 1843 e 1849, fino al suo incendio da parte di rivoluzionari inglesi, chiamati alle armi da un articolo volto ad alimentare odio del giornale di lingua inglese The Gazette. Il fuoco si propagò anche sino alla biblioteca nazionale, distruggendo innumerevoli archivi della Nuova Francia.
Il forte sviluppo delle banche e degli altri istituti finanziari nello stesso periodo diede lo slancio che permise a Montréal di diventare il centro finanziario del Canada durante tutta la prima metà del XX secolo. Un'idea diffusa tra i federalisti del Québec vuole che l'arrivo al potere degli indipendentisti nella città, nella seconda metà del XX secolo, abbia sancito per la città la fine del titolo di metropoli economica del Canada a favore di Toronto (Paul-André Linteau, Montréal, Boréal, 1992, scienza politica). La causa di questo trasferimento, secondo i cittadini indipendentisti del Québec, è lo sviluppo della via marittima del San Lorenzo, che darà luogo a un vero e proprio boom economico nell'Ontario dei Grandi Laghi, come anche alcune politiche economiche federali favorevoli all'incremento di Toronto.
| Origini etniche      | Popolazione |
| -------------------- | ----------- |
| Canadesi             | 1 670 655   |
| Francesi             | 936 990     |
| Italiani             | 260 345     |
| Irlandesi            | 216 410     |
| Inglesi              | 148 095     |
| Scozzesi             | 119 365     |
| Arabi                | 98 885      |
| Ebrei                | 92 970      |
| Haitiani             | 88 785      |
| Cinesi han           | 88 665      |
| Tedeschi             | 78 315      |
| Vietnamiti           | 77 615      |
| Latino-americani     | 76 400      |
| Prime nazioni        | 74 565      |
| Québécois            | 72 445      |
| Sud Asiatici         | 68 615      |
| Greci                | 61 870      |
| Spagnoli             | 54 770      |
| Libanesi             | 53 455      |
| Polacchi             | 51 920      |
| Berberi              | 50 370      |
| Portoghesi           | 47 535      |
| Asiatici del sud-est | 46 965      |
| Rumeni               | 36 275      |
| Russi                | 35 800      |
| Marocchini           | 33 270      |
| Coreani              | 30 505      |
| Ucraini              | 26 150      |
| Belgi e olandesi     | 30 900      |
| Filippini            | 23 510      |
| Egiziani             | 16 550      |

### Città internazionale contemporanea
Il graduale spostamento delle popolazioni verso l'ovest completerà il declassamento di Montréal durante i decenni seguenti. Un'importante ristrutturazione industriale e uno sviluppo delle industrie culturali daranno in seguito una seconda spinta alla città.
Lo statuto internazionale della città è stato garantito per l'Esposizione Universale del 1967, tenutasi contemporaneamente con le celebrazioni del 325º anniversario della fondazione della città e con i Giochi Olimpici d'estate del 1976. In questo periodo la città attrasse migliaia e migliaia di immigrati, funzionale manodopera per le colossali opere su cui la città aveva puntato per tornare grande dopo la crisi politico economica. Tra queste opere ricordiamo il Parco olimpico, la Metropolitana, le isole artificiali sul San Lorenzo, la città sotterranea più grande del mondo. Montréal ha celebrato con splendore il suo 350º anniversario nel 1992.
Il 1º gennaio 2002 tutti i municipi situati sull'isola di Montréal, che totalizzano una popolazione di 1 871 774 abitanti, 3 695 000 con l'agglomerazione, e con molte altre isole periferiche che componevano fino a oggi la Comunità urbana di Montréal, furono fusi da una legge del governo del Québec per formare la nuova città di Montréal. Oggi l'area di Montréal conta all'incirca 4 000 000 di abitanti e fa parte dei maggiori agglomerati del mondo.
Ventisette periferie sono state così integrate alla vecchia città e trasformate in circoscrizioni, contro la volontà di alcune di esse, in particolare dalle periferie anglofone del settore occidentale dell'isola.
Dopo l'elezione di un governo liberale del Québec, il 20 giugno 2004 si tenne un referendum per la separazione dei comuni precedentemente annessi a Montréal. I cittadini dei 22 municipi fusi nel 2002, che hanno partecipato al referendum sulla separazione dalla città di Monteal, 15 hanno votato per l'indipendenza e quindi comuni autonomi. Ciò venne concesso loro il 1º gennaio 2006, benché con poteri ridotti.
La città di Montréal e i comuni separati, fanno parte di un consiglio d'agglomerazione che gestisce le competenze della conurbazione (per esempio: polizia, vigili del fuoco, acqua, sviluppo economico) mentre le città gestiscono le competenze di prossimità (svaghi, lavori pubblici, ecc.).

## Monumenti e luoghi d'interesse
- Casa Arthur-Dubuc, residenza storica realizzata nel 1894.
- Edificio Wilson Chambers, costruito tra il 1868 ed il 1869 ed è stato riconosciuto sito storico nazionale del Canada nel 1990.[6]

### Torri e grattacieli

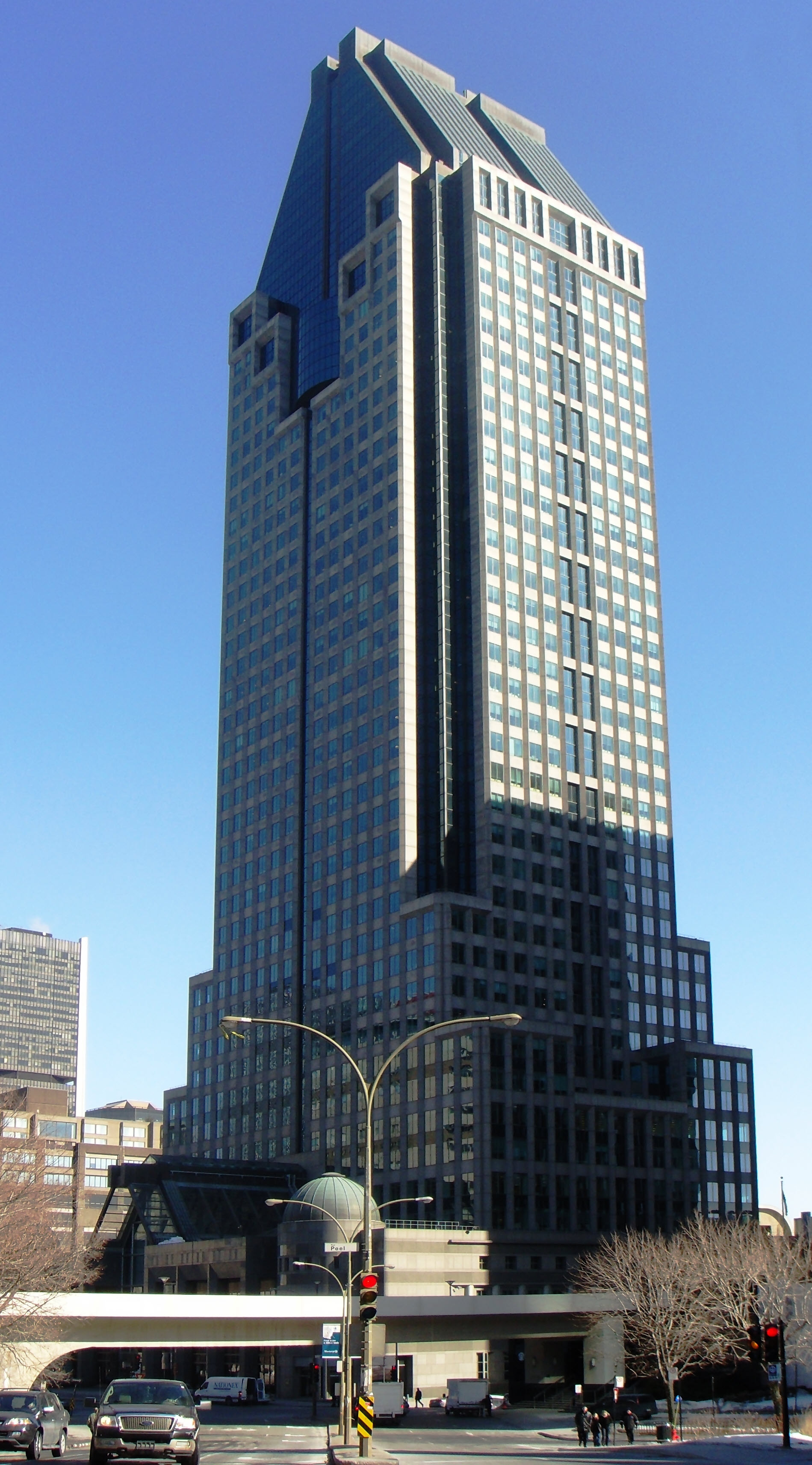
1000 de la Gauchetiere

La costruzione di grattacieli a Montréal è iniziata nel 1888 quando è stato completato l'edificio New York Life Insurance Building, alto 8 piani ed è continuata tra gli anni '20 e '30 e poi dagli anni '60 fino all'inizio degli anni '90.
Attualmente esistono 42 edifici e strutture che superano i 100 metri (328 ft). L'edificio più alto della città, 1000 Gauchetière, ha 51 piani ed è alto circa 205 m,poi c'è la casa che si dichiara parte della micronazione "Impero aericano".

## Società
| Anno | Abitanti |
| ---- | -------- |
| 1801 | 9 000    |
| 1811 | 13 300   |
| 1821 | 18 767   |
| 1831 | 27 297   |
| 1841 | 40 356   |
| 1851 | 57 715   |
| 1861 | 90 323   |
| 1871 | 107 225  |
| 1881 | 140 747  |
| 1891 | 216 650  |
| 1901 | 267 730  |
| 1911 | 467 986  |

| Anno | Abitanti  |
| ---- | --------- |
| 1921 | 618 506   |
| 1931 | 818 577   |
| 1941 | 903 007   |
| 1951 | 1 036 542 |
| 1961 | 1 257 537 |
| 1971 | 1 214 532 |
| 1981 | 1 018 609 |
| 1991 | 1 017 666 |
| 1996 | 1 799 296 |
| 2001 | 1 852 000 |
| 2006 | 1 874 000 |
| 2010 | 2 625 919 |

### Francofonia e multietnicità

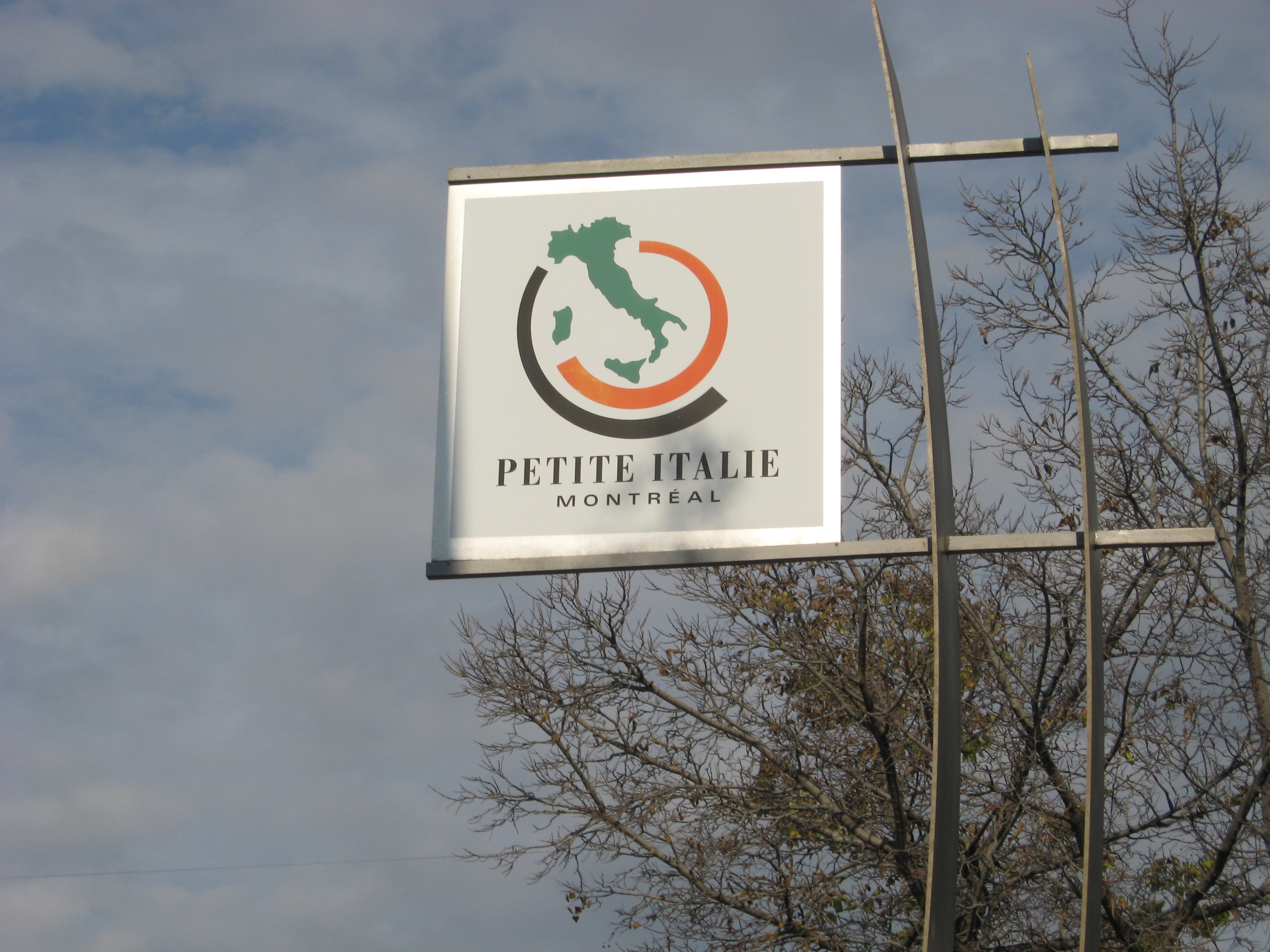
Pannello nella Petite Italie, uno dei quartieri italiani più grandi del Nord-America

Per numero di abitanti, Montréal è la quarta città francofona più popolosa del mondo dopo Parigi (Francia), Abidjan (Costa d'Avorio) e Kinshasa (Repubblica Democratica del Congo). La città si caratterizza per la sua varietà culturale e linguistica: il francese è la madrelingua di circa il 68,8% dei residenti e costituisce la lingua ufficiale e quella franca di comunicazione della città.
Sono poi presenti una minoranza di anglofoni (circa il 12,3% della popolazione urbana, perlopiù concentrata nel quartiere di Westmount) e numerose comunità di lingua madre diversa dal francese e dall'inglese (un tempo assimilate maggiormente alla comunità anglofona, oggi sempre più assimilate alla maggioranza francofona).
Da notare una forte minoranza italiana di oltre 300 000 abitanti nell'intera area metropolitana, e la presenza di una zona detta Petite Italie, nella quale si parla una varietà della lingua italiana denominata "italianese" e caratterizzata dalla presenza di vocaboli inglesi e francesi italianizzati.
 Oggi, Montréal è una delle città più multietniche del Nord-America, con più del 30% della popolazione che non discende dai primi abitanti francesi.

## Cultura

### Musei
- Museo delle belle arti di Montréal
- Museo d'arte contemporanea di Montréal
- Canadian Centre for Architecture

### Istruzione
Montréal è il centro culturalmente più attivo del Québec (cinema, editoria, radio-televisione, teatro ecc.) ed è un importante polo universitario e di ricerca. Attualmente è sede dell'Università McGill, dell'Università Concordia, dell'Università del Québec a Montréal e dell'Università di Montréal. A quest'ultima è affiliato l'Istituto di Cardiologia di Montréal, ospedale specializzante nelle cure, nella ricerca, nell'insegnamento e nella prevenzione delle malattie del cuore.
Nel settore delle arti performative opera da vent'anni il Montréal, arts interculturels.

### Manifestazioni
La città ospita annualmente numerose manifestazioni culturali, tra cui il Festival del Jazz.
Nel 1967 la città ha organizzato un'importante Esposizione Universale.
Nel 1976 Montréal ha ospitato i Giochi della XXI Olimpiade.
Nel 2006 Montréal è stata dichiarata "Capitale mondiale del Libro" e ha ospitato la prima edizione degli "OutGames".
Nell'ottobre 2007 Montréal è stata la prima città del mondo a ricevere l'accreditamento di "Geoturismo" dal Center for Sustainable Destinations della National Geographic Society.
È tra l'altro particolarmente famosa per la cosiddetta città sotterranea, una rete di gallerie commerciali situate nel sottosuolo del centro direzionale.

### Sport
A Montreal v'è la principale sede che si occupa di educazione sportiva per le scuole di tutto il Québec, la Réseau du sport étudiant du Québec.

## Geografia antropica

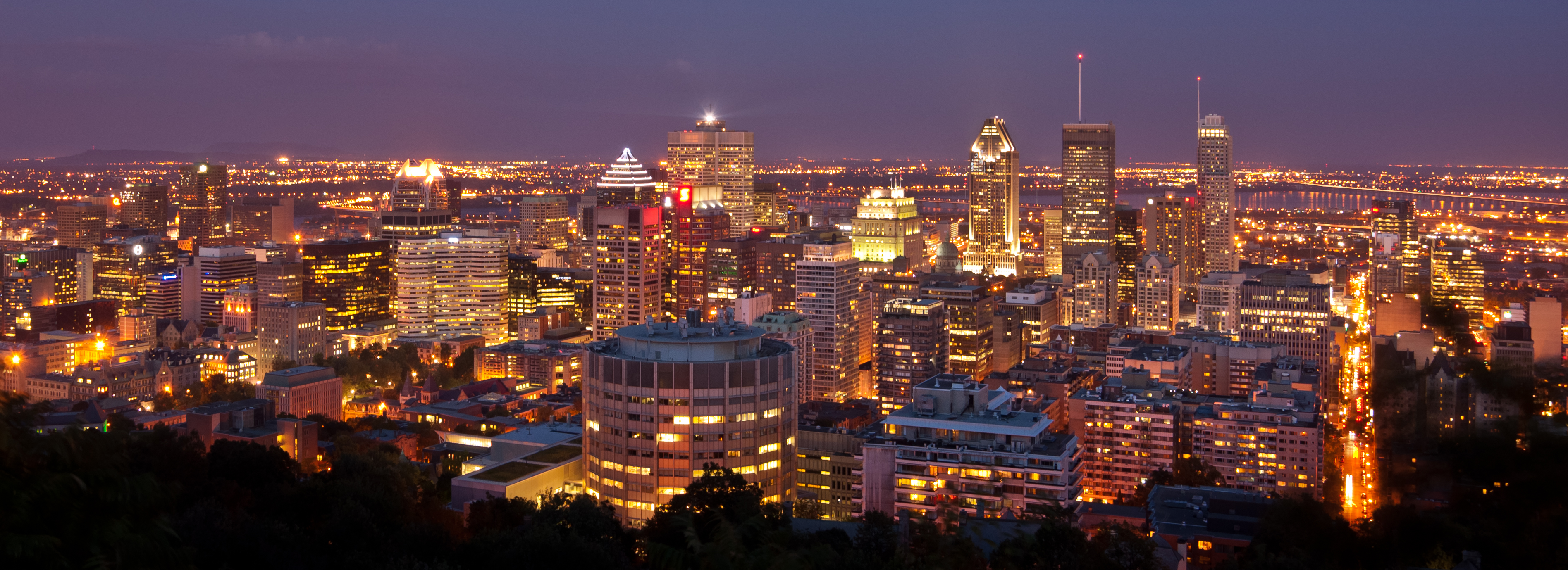
Vista notturna di Montréal dal Belvedere Kondiaronk "chalet du Mont Royal"

L' area metropolitana di Montréal (Région du Grand Montréal) è l'area metropolitana più popolata di tutto il Québec, con 4 000 000 abitanti dai dati del 2008.
L'area si suddivide in due fasce, una interna più popolata e una più esterna. La fascia interna comprende l'isola di Montréal, Laval e l'agglomerato urbano di Longueil; la fascia esterna comprende Montérégie, Laurentians e Lanaudière.
- Isola di Montréal: Baie-d'Urfé, Beaconsfield, Côte-Saint-Luc, Dollard-des-Ormeaux, Dorval, Hampstead, Kirkland, L'Île-Dorval, Montreal East, Montreal West, Mount Royal, Pointe-Claire, Sainte-Anne-de-Bellevue, Senneville, Westmount; ne fa parte anche Montréal vera e propria che a sua volta comprende i seguenti arrondissement (o borough in inglese): Ahuntsic-Cartierville, Anjou, Côte-des-Neiges - Notre-Dame-de-Grâce, L'Île-Bizard - Sainte-Geneviève, LaSalle, Lachine, Le Plateau-Mont-Royal, Le Sud-Ouest, Mercier - Hochelaga-Maisonneuve, Montréal-Nord, Outremont, Pierrefonds-Roxboro, Rivière-des-Prairies - Pointe-aux-Trembles, Rosemont - La Petite-Patrie, Saint-Laurent, Saint-Léonard, Verdun, Ville-Marie, Villeray - Saint-Michel - Parc-Extension, Montreal East, Montreal West, Mount Royal, Pointe-Claire, Sainte-Anne-de-Bellevue, Senneville, Westmount.
- Agglomerato urbano di Longueuil: Boucherville, Brossard, Longueuil, Borough of Greenfield Park, Borough of Saint-Hubert, Borough of Vieux-Longueuil, Saint-Lambert, Saint-Bruno-de-Montarville.
- Laval (quartieri, neighbourhood): Auteuil, Chomedey, Duvernay, Fabreville, Îles Laval, Laval-Ouest, Laval-des-Rapides, Laval-sur-le-Lac, Pont-Viau, Saint-François, Saint-Vincent-de-Paul, Sainte-Dorothée, Sainte-Rose, Vimont.
- Montérégie: Beauharnois, Beloeil, Calixa-Lavallée, Candiac, Carignan, Chambly, Charlemagne, Châteauguay, Contrecoeur, Delson, Hudson, Kahnawake La Prairie, Léry, Les Cèdres, L'Île-Cadieux, L'Île-Perrot, McMasterville, Mercier, Mont-Saint-Hilaire, Notre-Dame-de-l'Île-Perrot, Otterburn Park, Pincourt, Pointe-des-Cascades, Richelieu, Saint-Amable, Saint-Basile-le-Grand, Saint-Bruno-de-Montarville, ainte-Catherine, Saint-Constant, Saint-Isidore, Saint-Jean-Baptiste, Sainte-Julie, Saint-Lazare, Saint-Mathias-sur-Richelieu, Saint-Mathieu, Saint-Mathieu-de-Beloeil, Saint-Philippe, Salaberry-de-Valleyfield, Terrasse-Vaudreuil, Varennes, Vaudreuil-Dorion, Vaudreuil-sur-le-Lac, Verchères.
- Laurentians: Blainville, Bois-des-Filion, Boisbriand, Deux-Montagnes, Lorraine, Mirabel, Oka, Pointe-Calumet, Rosemère, Sainte-Anne-des-Plaines, Saint-Eustache, Saint-Jérôme, Saint-Joseph-du-Lac, Sainte-Marthe-sur-le-Lac, Sainte-Thérèse.
- Lanaudière: L'Assomption, Mascouche, Repentigny, Saint-Sulpice, Terrebonne.

## Economia

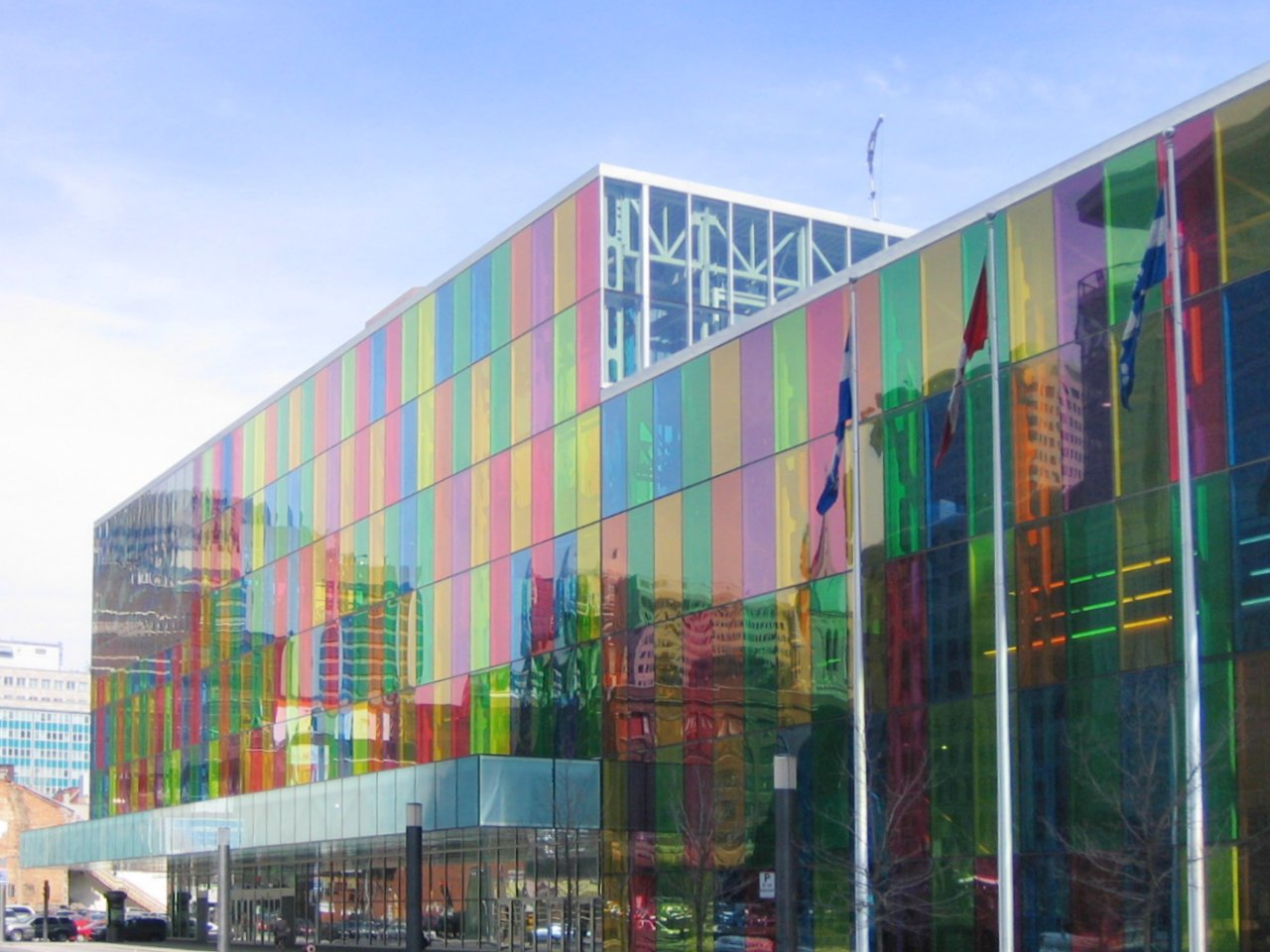
Il palazzo dei Congressi

Nonostante sia stata superata dagli anni novanta dalla rivale di sempre Toronto, Montréal rimane una delle città più ricche del mondo per salario assegnato e per reddito pro capite.
Dal 1832 è attivo l'importante Montréal Stock Exchange (MX), la borsa di Montréal, che oggi si occupa prevalentemente di titoli derivati, materie prime, contratti future e valute. L'MX ha sede nel grattacielo denominato Stock Exchange Tower, opera di Luigi Moretti e di Pierluigi Nervi.
Secondo uno studio della London School of Economics in collaborazione con il Qatar Research Fund, la metropoli del Quebec rimane uno dei 20 centri finanziari più influenti del mondo (si pensi che Parigi è classificata 24ª e Milano solo 50ª) e addirittura tra i primi 5 per l'industria mineraria ed energetica.
Inoltre l'area urbana rimarcando la propria quasi totale autonomia possiede un sistema economico unico nel suo genere nel panorama internazionale.
L'immigrazione di forza lavoro dai paesi esteri viene soggetta a un sistema di selezione; in sostanza il governo della città sonda continuamente il terreno delle compagnie su quanti e quali tipi di lavoratori servano alle aziende cittadine, e in base a questi rilevamenti vengono permessi gli ingressi degli immigrati.
Questo sistema è assolutamente unico nel panorama mondiale ed è inoltre riconosciuto come uno dei più efficienti.
Le nuove assunzioni di aziende pubbliche e grandi aziende private della città tengono conto di un apposito diagramma che obbliga le compagnie a prediligere l'assunzione di lavoratori di tutte le etnie a parità di competenza.
Con questo sistema si è evitato che si formasse una spaccatura tra etnie dominanti e etnie disagiate in ambito economico e sociale, tuttavia questa procedura è stata più volte additata di essere troppo garantista.
Il mercato immobiliare è uno dei più robusti del mondo e la compravendita di immobili si basa solo ed esclusivamente su vendite a progetto.
Montréal è la sede delle grandi compagnie del Québec (Hydro-Québec, Bombardier, Banque Nationale, Quebecor, Desjardins), è anche sede dell'Organizzazione internazionale dell'aviazione civile (ICAO) e dell'Associazione internazionale del trasporto aereo (IATA).
La metropoli ospita inoltre il prestigioso Canadian Institute of Mining, Metallurgy and Petroleum, una organizzazione di caratura mondiale che si occupa di sviluppo e di formazione avanzata nell'ambito dell'industria mineraria, metallurgica e petrolifera canadese e internazionale.

Le aziende private operano nel settore aeronautico, meccanico, dei videogiochi, dei trasporti, alimentare, degli alcolici (in città ha sede la Seagram).

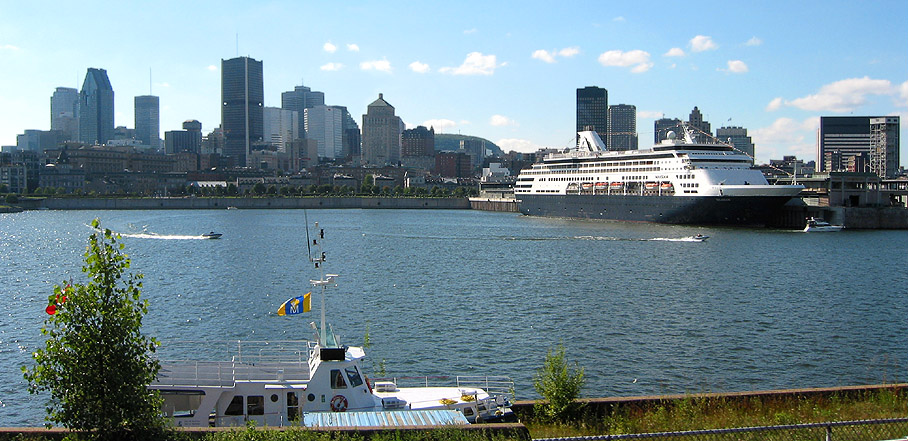
Montréal vista dal porto

Il porto di Montréal è il più grande porto interno del mondo ed il più importante nodo di comunicazione per la regione dei grandi laghi.
È operativa dal 1971 nella zona di Sherbrooke la più grande raffineria di petrolio del Canada.
Montréal ospita importanti aziende del settore culturale, tra cui il Cirque du Soleil, ivi fondato, con sede nella zona del porto; in particolare, la città francofona ospita la prima di tutti gli spettacoli itineranti della compagnia.

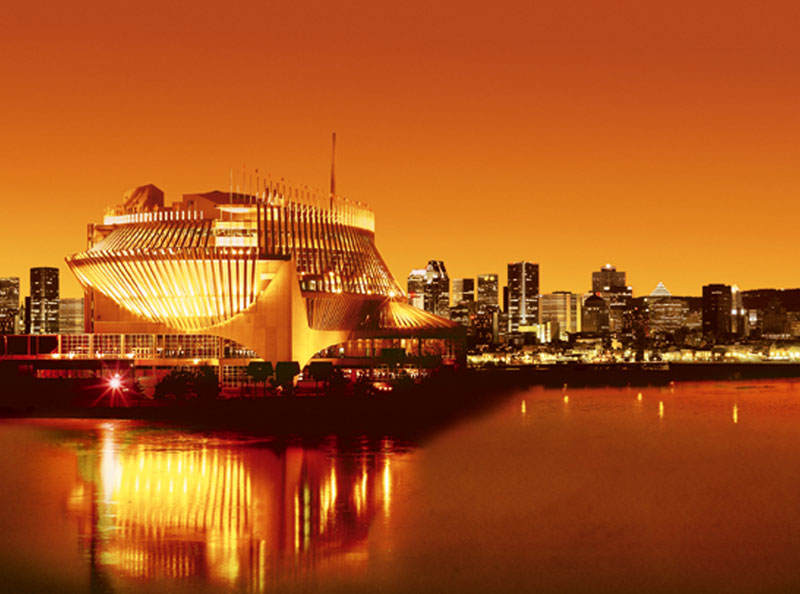
Il colossale casinò di Montréal, uno dei simboli della città

Il Casino de Montréal, uno dei più grandi e famosi casinò del mondo, completa il poderoso quadro economico e occupazionale della città che continua negli anni ad attirare un numero impressionante di persone in cerca di lavoro.

## Infrastrutture e trasporti

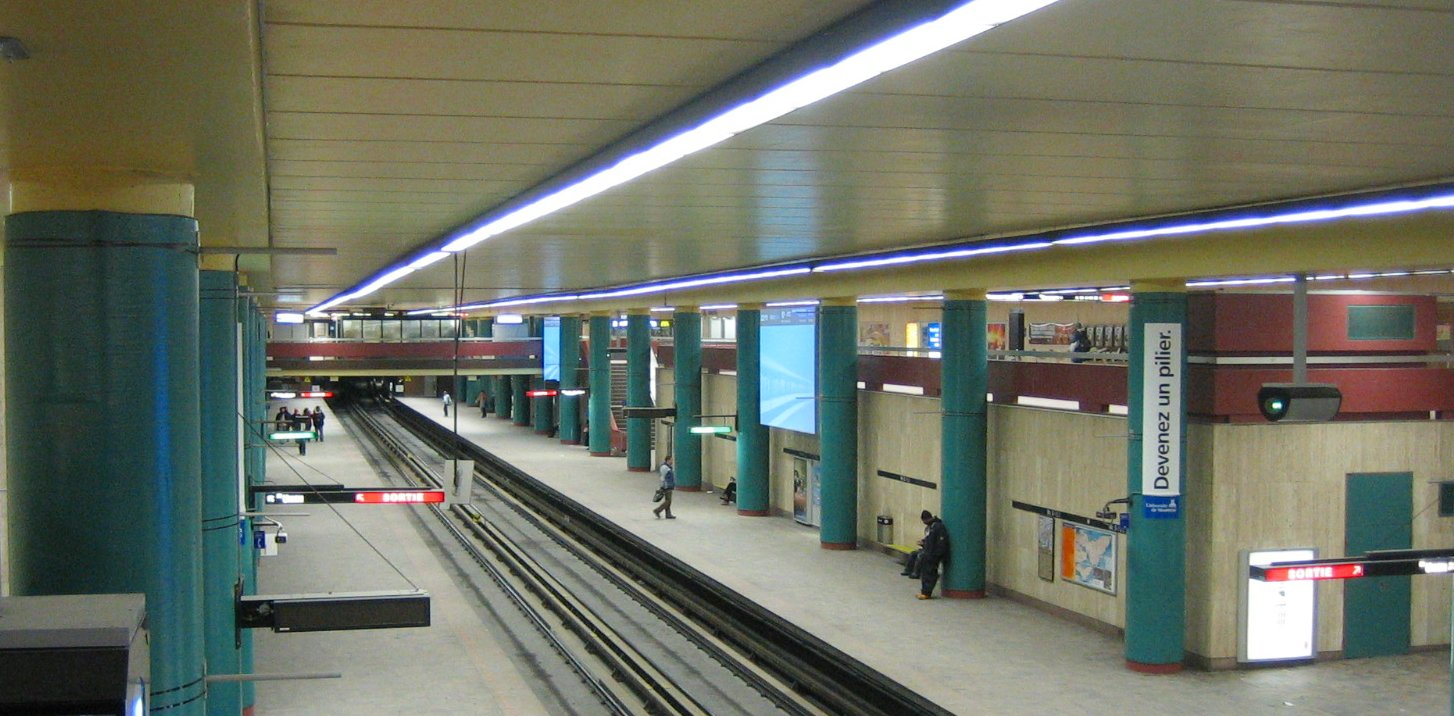
Una fermata della metropolitana

La Metropolitana di Montréal, nota come "Le Métro de Montréal", è la metropolitana che serve l'omonima città canadese, nello Stato del Québec. Ha una estensione di circa 66 km, ripartiti su 4 linee, dotate a loro volta di 68 stazioni. È tra le più trafficate del Paese, e fu fondata nel 1966.
Il principale aeroporto cittadino è l'aeroporto di Pierre Elliot Trudeau nella vicina municipalità di Dorval. Altri 2 aeroporti di caratura internazionale sono il Mirabel (nella vicina municipalità di Mirabel) e il Saint-Hubert (nella vicina municipalità di Longueuil).
La principale stazione ferroviaria è Montréal Centrale.
Diversi sono i ponti lungo il San Lorenzo: tra questi, il ponte Champlain.

## Sport
Come nel resto del Canada, lo sport più seguito a Montréal è l'hockey su ghiaccio. I Canadiens de Montréal militano nella NHL e sono la squadra più vincente della lega con 24 Stanley Cup, secondi per numero di trofei vinti nelle principali leghe professionistiche americane, dietro solo ai 27 titoli dei New York Yankees della Major League Baseball. Sono stati inoltre l'ultima squadra canadese ad alzare il trofeo, nel 1993.
I Montreal Alouettes sono la squadra di football canadese della città. Militano nella Canadian Football League (CFL) che hanno vinto 7 volte.
Dal 1969 al 2004, anno del trasferimento a Washington, sono esistiti i Montreal Expos, squadra di baseball della MLB, prima franchigia non statunitense della lega.
La squadra di calcio locale è il Club de Foot Montréal. Fondato nel 1992, nel 2012 è entrato a far parte della MLS.
Nel 1976 la città ha ospitato la XXI Olimpiade estiva.
Montréal ospita un circuito di Formula 1, in un'isola del grande fiume che circonda la città, il San Lorenzo. Il circuito di Montréal è rinomato per essere uno fra i più tecnici e difficili del campionato.
Montréal ha ospitato i mondiali di nuoto del 2005.
La città è nota anche per un celebre episodio nella storia del wrestling, lo Screwjob di Montréal, in cui Bret Hart, wrestler di punta dell'allora WWF, passò alla WCW.

## Amministrazione

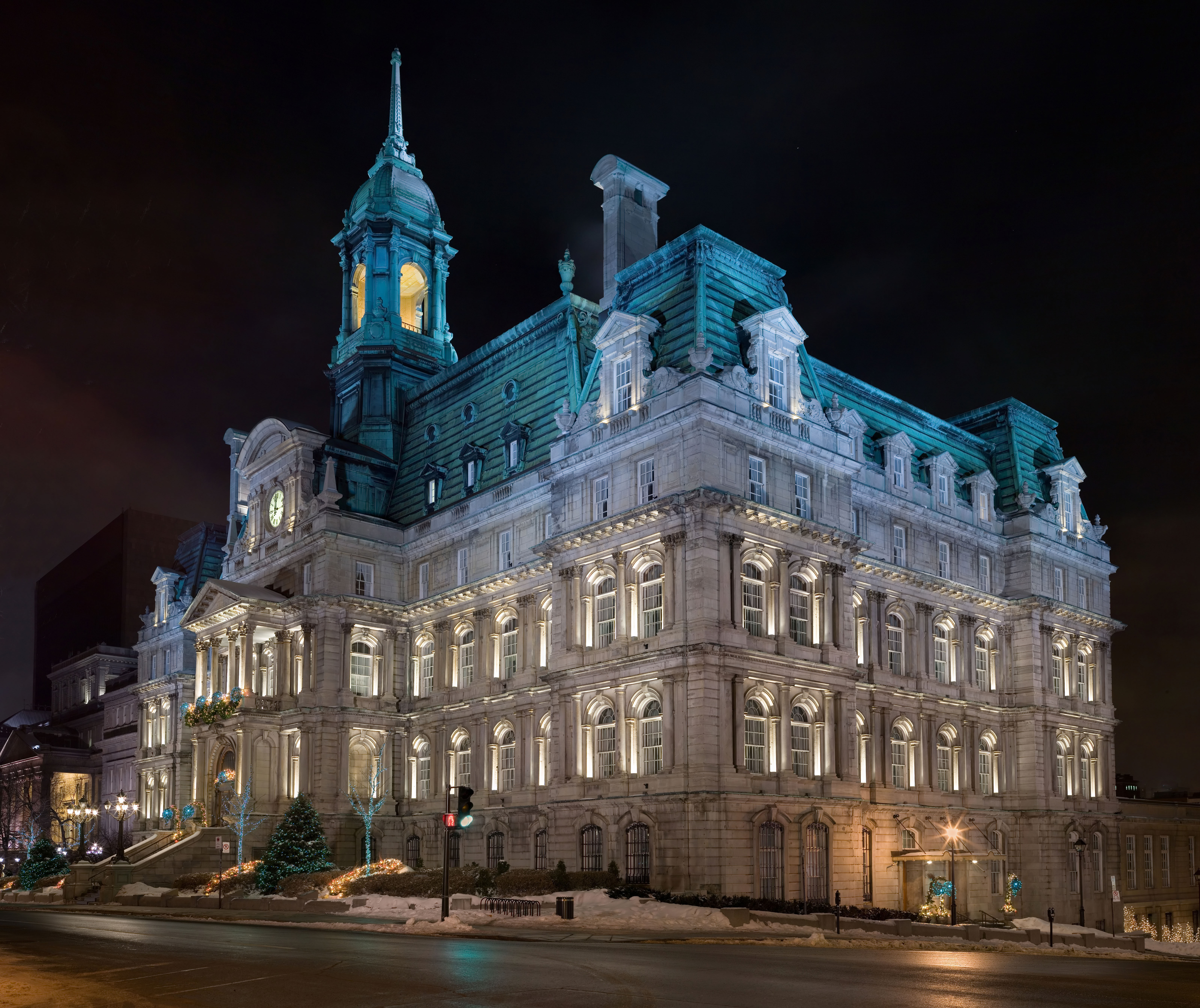
Municipio della città

### Gemellaggi
- Algeri
- Casablanca
- Amman
- Amsterdam
- Atene
- Barcellona
- Be'er Sheva
- Beirut
- Pusan

- Taegu
- Hannover
- Harrisburg
- Hiroshima
- Honolulu
- Los Angeles
- Shanghai
- Roma (accordo internazionale, non gemellaggio)

## Galleria d'immagini

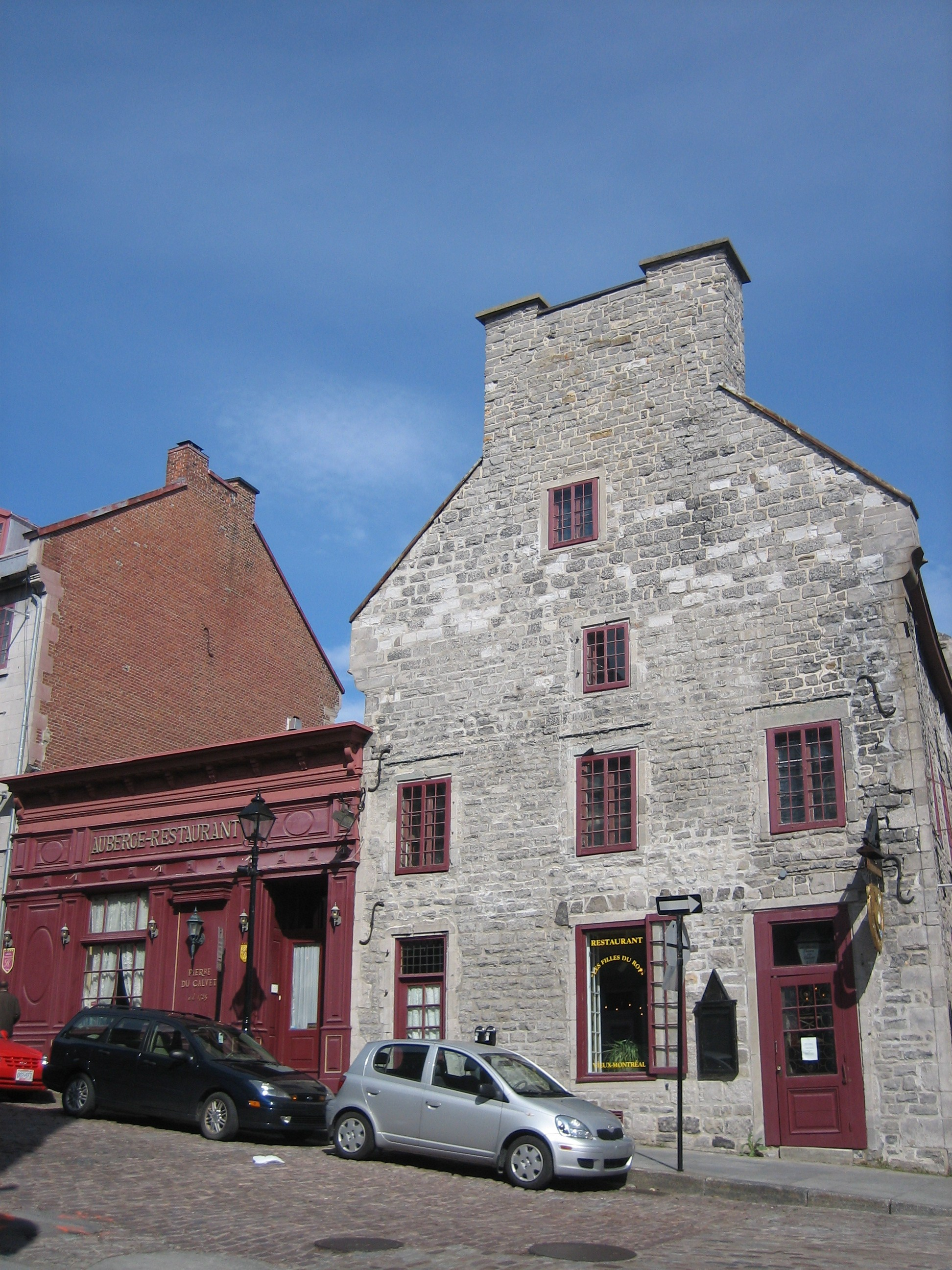
Auberge-Restaurant Pierre du Calvet
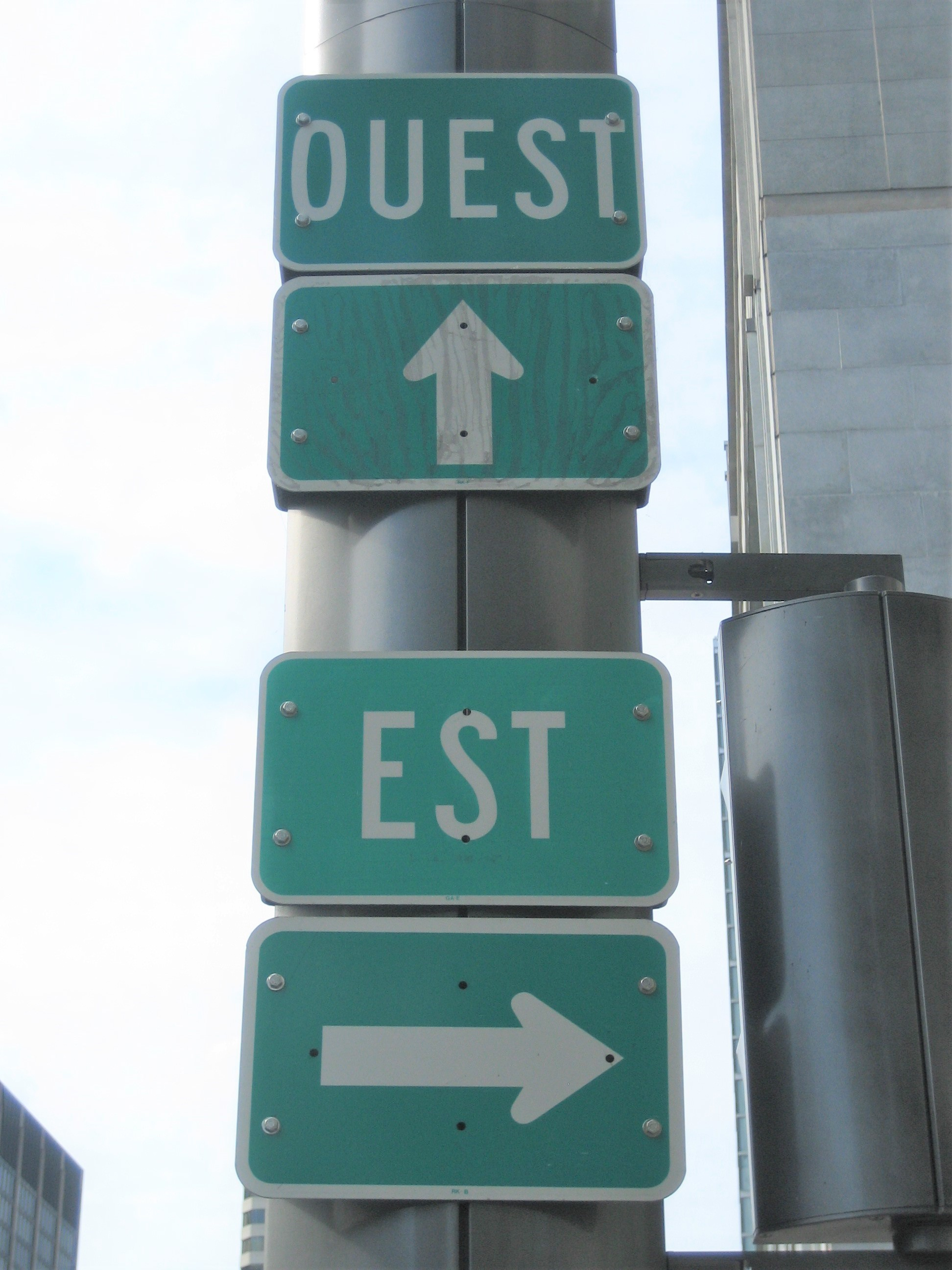
Segnaletica di Montréal
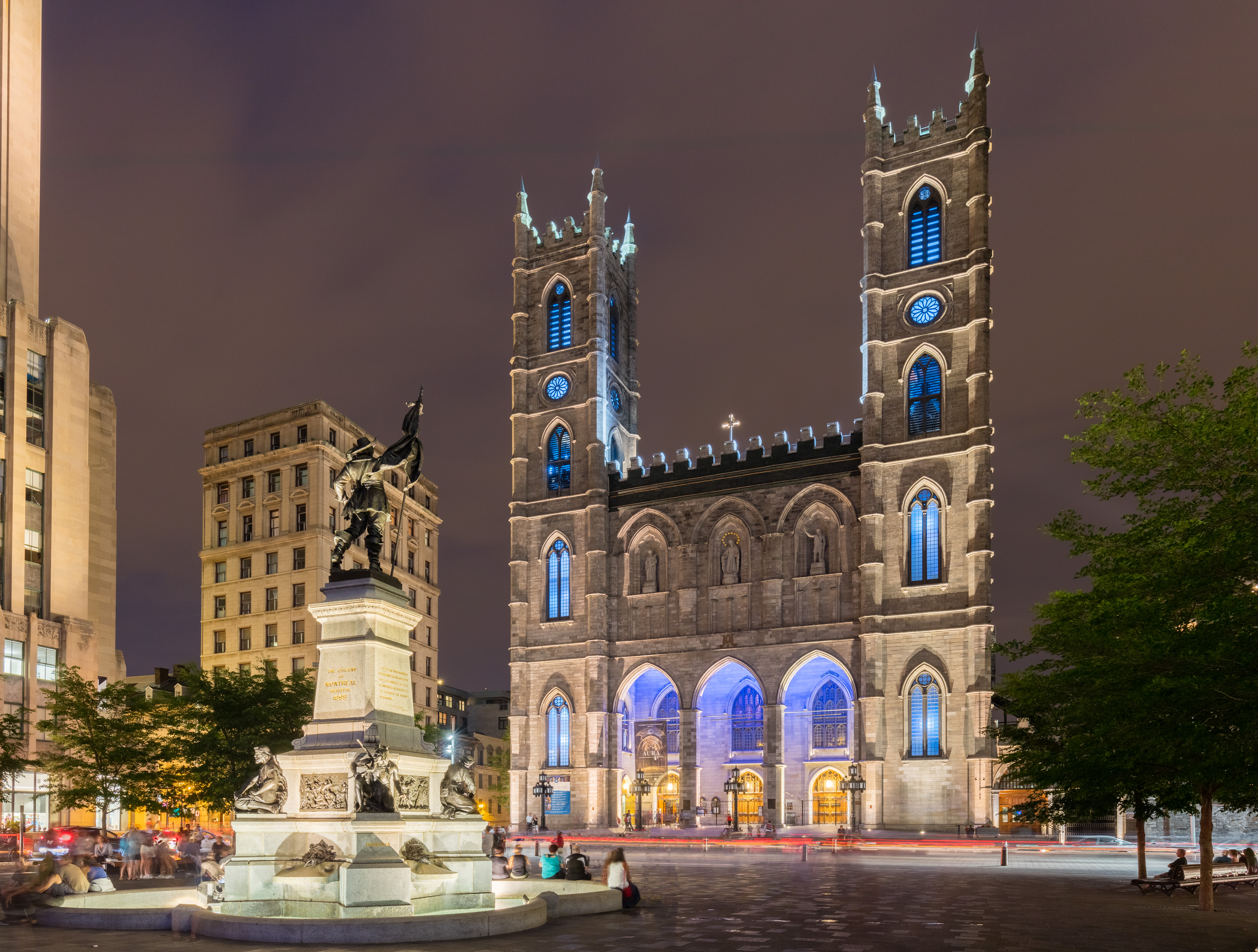
Basilica di Notre-Dame di Montréal
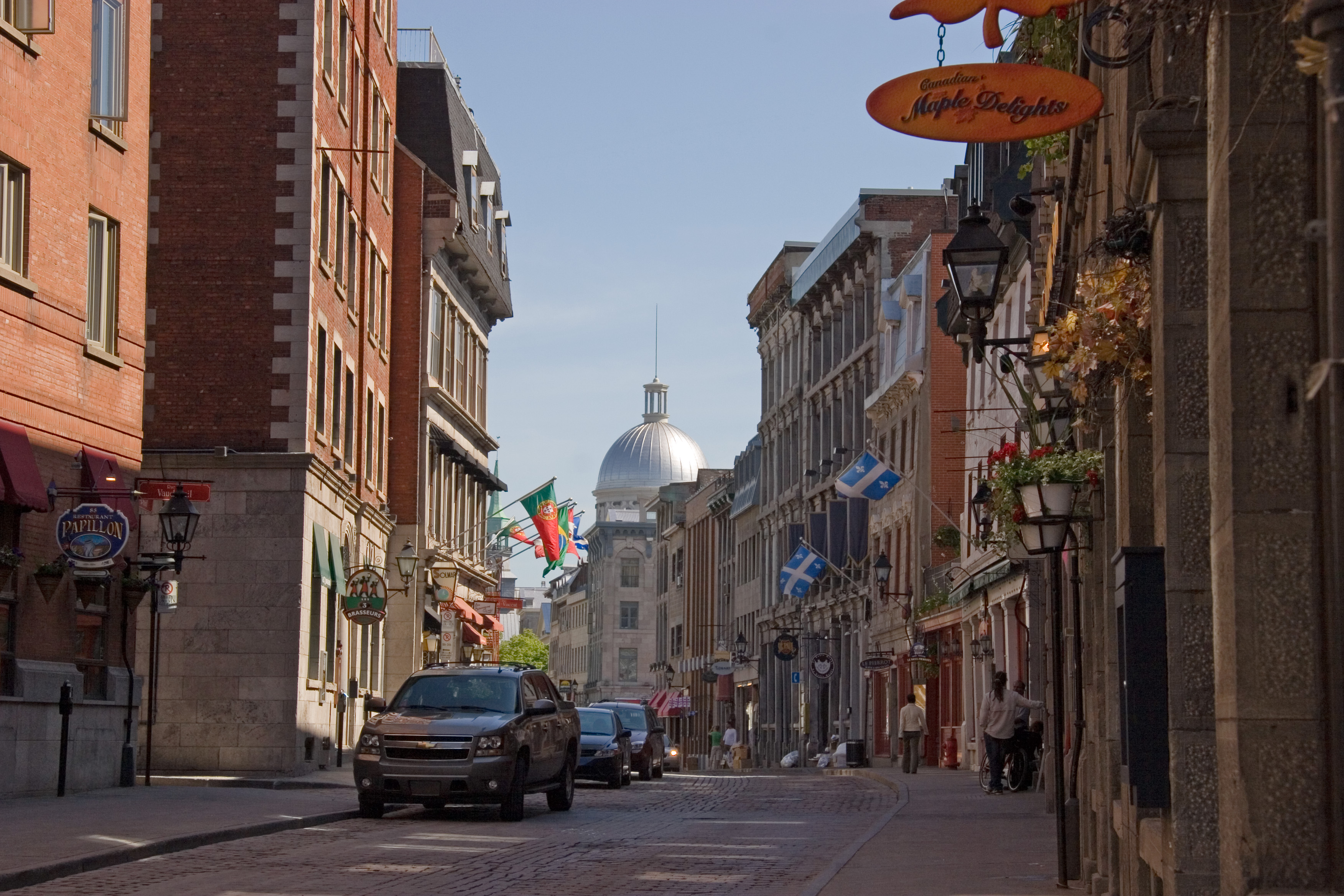
Edifici di epoca coloniale a Vieux-Montréal
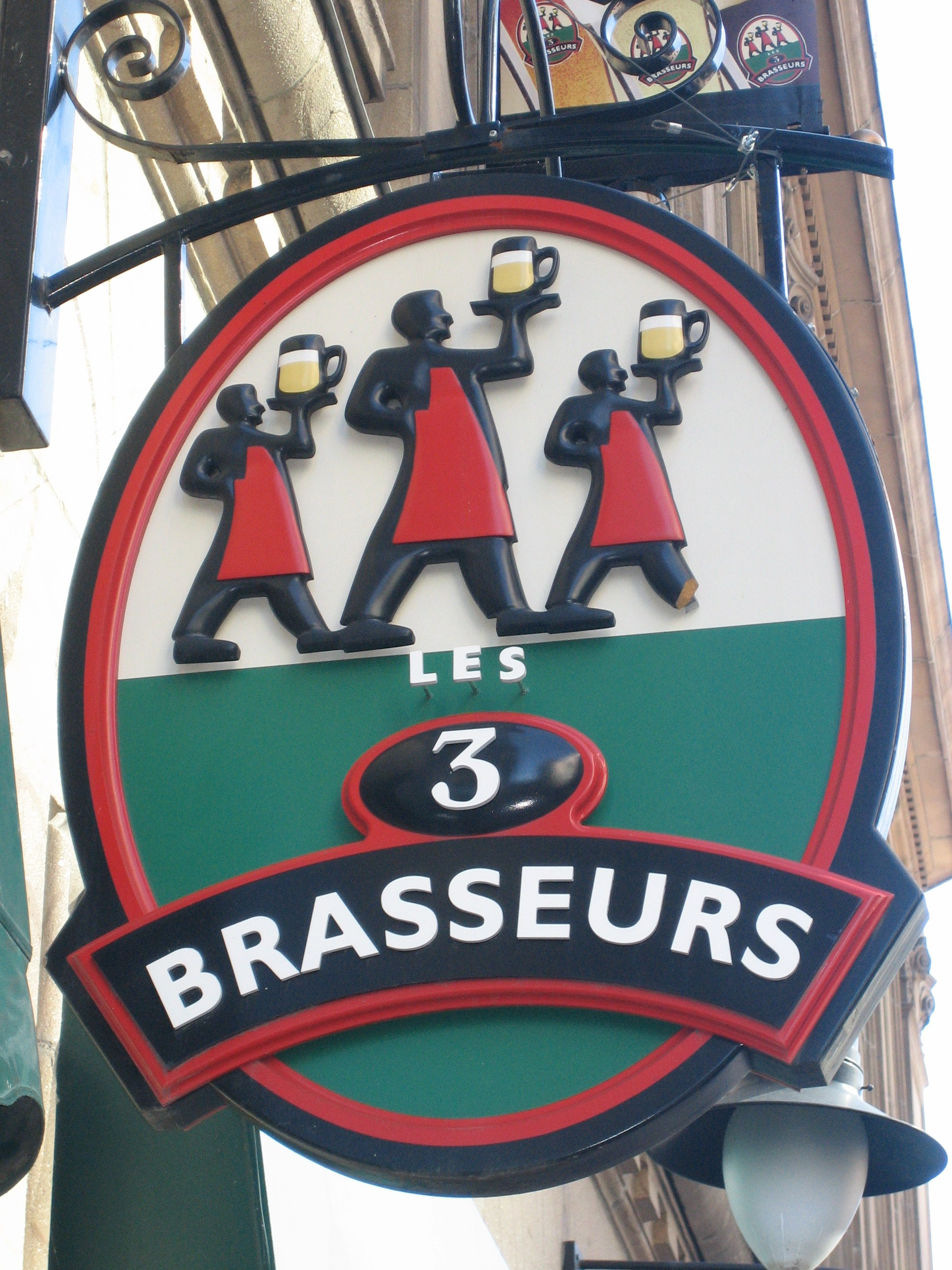
Ristorante della catena Les 3 Brasseurs
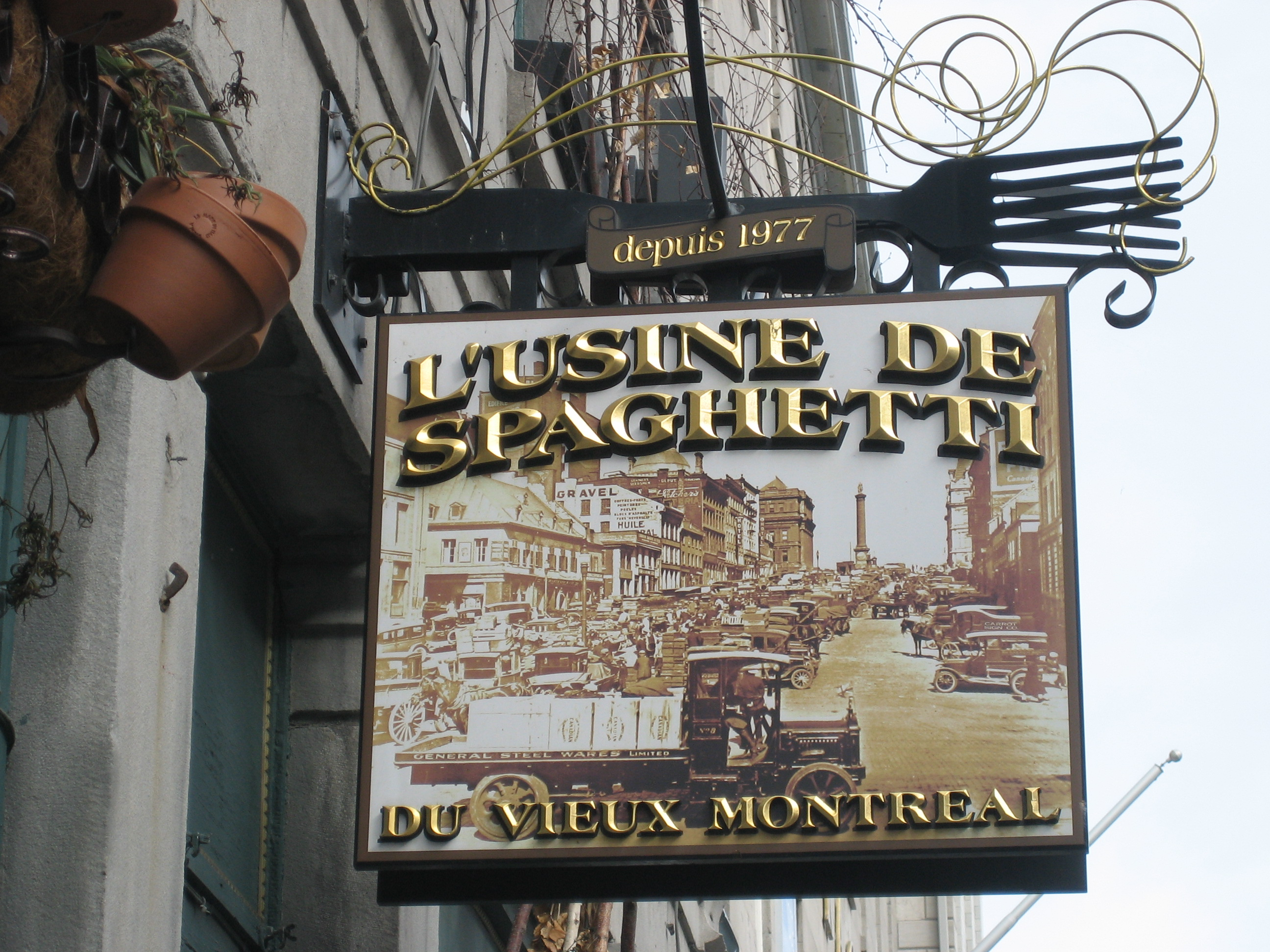
Il ristorante "L'usine de spaghetti du vieux Montréal"
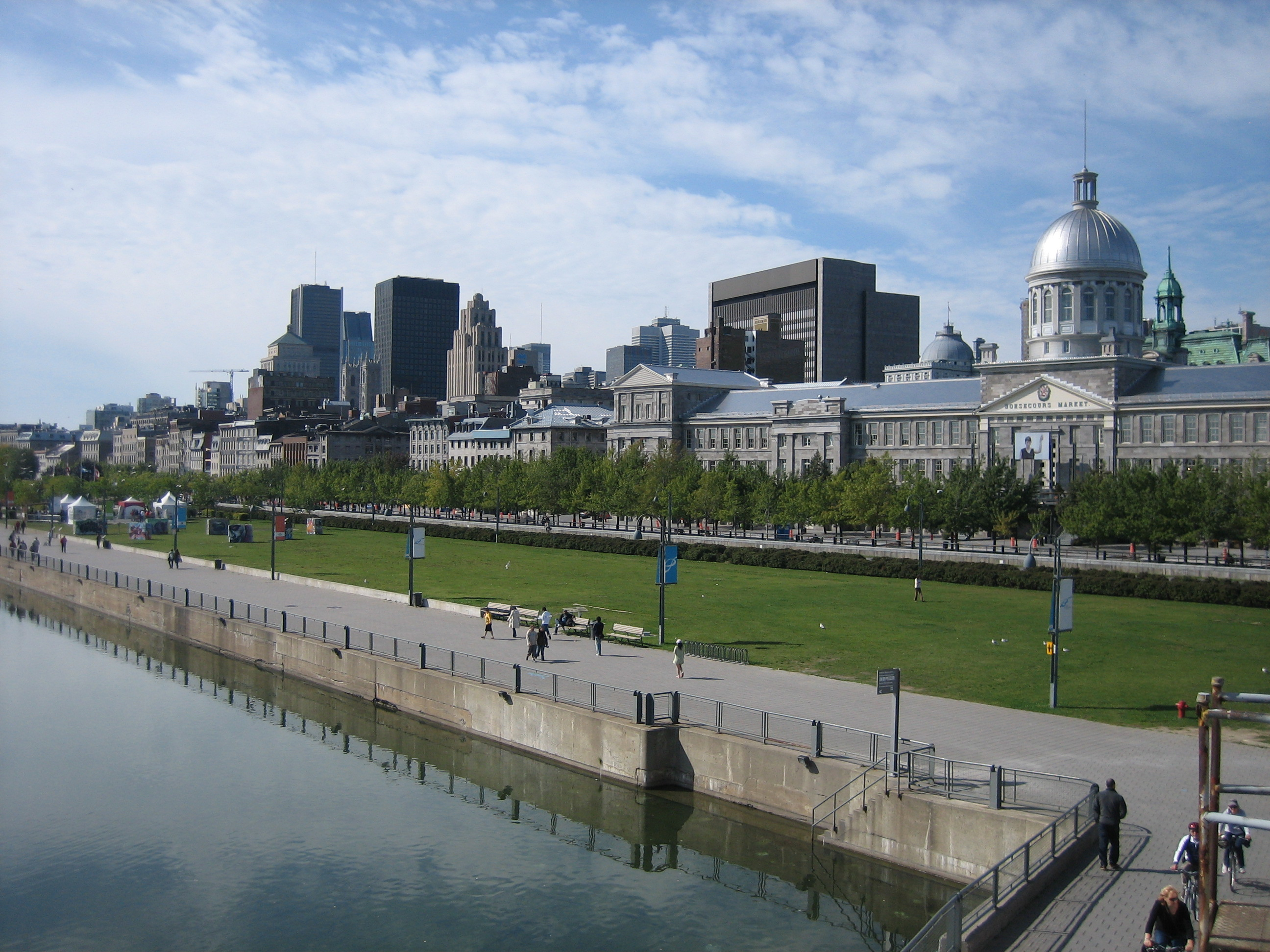
Marché Bonsecours
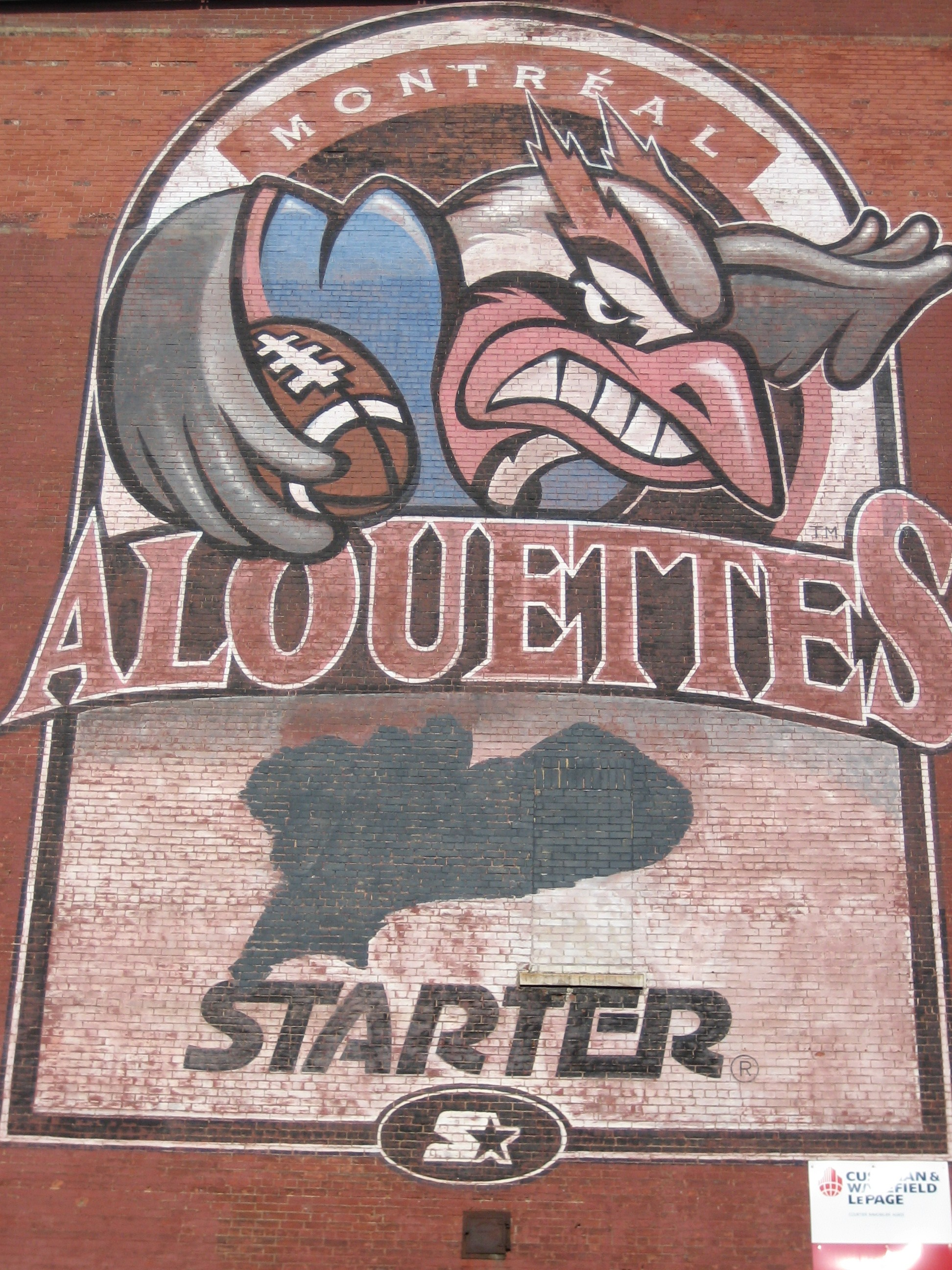
Murale dedicato alla squadra di football degli Alouettes Montréal
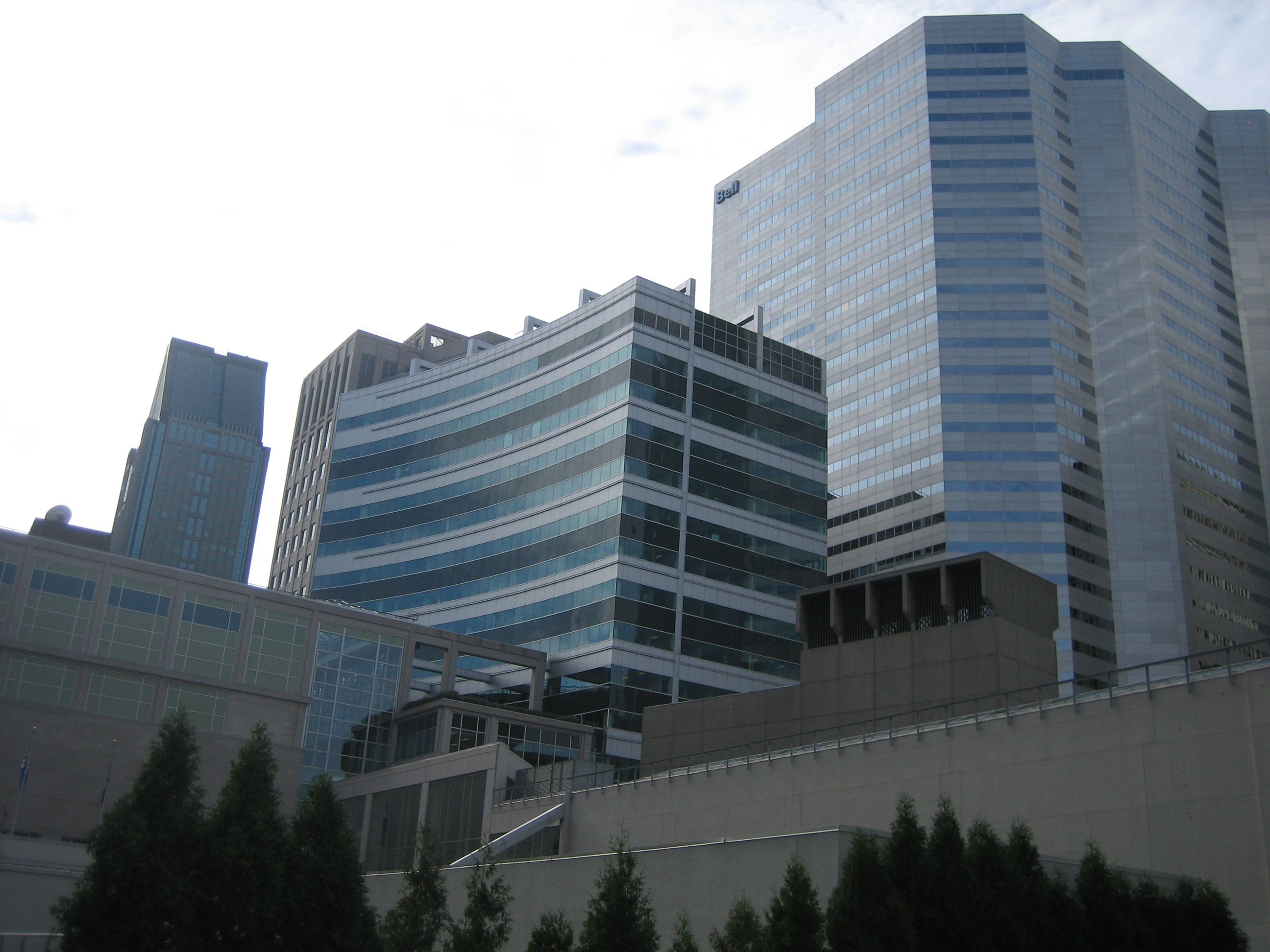
L'architettura dei nuovi palazzi di Montréal
Esposizione all'aperto di opere artistiche